# Лон-Пайн (шахматный турнир)
Лон-Пайн — серия международных шахматных турниров, проводившихся в период с 1971 по 1981 год в городе Лон-Пайн (штат Калифорния, США). Официальное наименование турнира — Льюис Стейтем Мастерс (Louis D. Statham Masters) в честь Льюиса Д. Стейтема (1907—1983), американского миллионера, инженера, изобретателя медицинских инструментов и шахматиста-любителя.
Соревнования проводились по швейцарской системе в 7, 9 или 10 туров. В турнир допускались только квалифицированные шахматисты, поэтому уровень турнира всегда оставался высоким и вырос от 2190 в 1971 году до 2487 в 1980 году.
Контроль времени на всех турнирах — 2½ часа на 45 ходов, затем — 1 час на 16 ходов.
Директором всех турниров был международный гроссмейстер И. Кэжден.
В 1982 года турнир не состоялся, поскольку у Стейтема обострилось хроническое заболевание позвоночника, а у Кэждена случился инсульт. Наследники Стейтема к практике проведения турниров не возвращались.
Канадские режиссёры Ж. Карль и К. Кудари (участник турнира 1978 г.) включили кадры, снятые во время турнира 1981 года, в свой документальный фильм «Играть свою жизнь» («Jouer sa vie»).

## Результаты турниров

### 1971
Турнир проходил с 14 по 20 марта 1971 г. К участию были допущены 33 шахматиста с рейтингом Эло не ниже 2000 (по американской классификации, эксперты Шахматной федерации США). Средний Эло турнира — 2190.
Многие партии турнира утрачены.

#### Итоги турнира
1. Л. Эванс — 6 из 7 (приз $1000); 2—5. У. Браун, С. Глигорич, У. Мартц, Дж. Тарджан — по 5½ (призы $350 каждому); 6. Дж. Гриф — 5 (приз $100); 7. Р. Стаутенборо — 4½; 8—15. У. Биллс, Р. Дж. Гросс, Э. Карклинс, Дж. Лофтссон, Ю. Мартиновский, А. Менгарини, Д. Уотермен, Д. Фишхаймер — по 4; 16—20. К. Джонс, Дж. Мак-Кормик, Р. Ньюборд, У. Эбботт, Р. Эрвин — по 3½; 21—24. Р. Андерсон, Э. У. Марченд, Г. Симмс, Г. Фулкерсон — по 3; 25—29. К. Барнс, Р. Брент, Д. Дин, П. Шуи, Р. Эйвери — по 2½; 30—32. Р. Кляйн, Г. Майер, Г. Р. Форман — по 2; 33. С. Дж. Рубин — 1½.

### 1972
Турнир проходил с 12 по 18 марта 1972 г. К участию были допущены 35 шахматистов. Средний Эло турнира — 2262. Призовой фонд — $5500.

#### Итоги турнира
1. С. Глигорич — 6 из 7 (приз $2000); 2—5. П. Брэндтс, Э. Карклинс, Дж. Тарджан, Э. Сейди — по 5 из 7 (приз $700 каждому); 6—11. К. Дж. Браскет, П. Клегхорн, К. Коммонс, Ю. Мартиновский, У. Мартц, Д. Фритцингер — по 4½ (приз $117 каждому); 12—13. А. Денкер и Л. Кристиансен — по 4; 14—20. Д. Берри, А. Бисгайер, У. Браун, Дж. Рамирес, Л. Тапасто, Д. Уотермен, Т. Хэй — по 3½; 21—26. Дж. Вебер, Л. Гилден, Дж. Лофтссон, М. Полловиц, Р. Стаутенборо, Л. Эванс — по 3; 27—29. П. Коплой, А. Дж. Сэвидж (выбыл перед последним туром), Р. Эрвин — по 2½; 30—33. У. Гойхберг, П. Манетти, Р. Флакко, Дж. фон Бернер — по 2; 34—35. Ч. Дэвидсон (выбыл после 3-го тура), М. Коста — по 1.

### 1973
Турнир проходил с 18 по 24 марта 1973 г. К участию были допущены 48 шахматистов. Средний Эло турнира — 2322. Призовой фонд — $5500.

#### Итоги турнира
1. А. Бисгайер — 6 из 7 (приз $2000); 2—3. У. Браун и Л. Сабо — по 5½ (приз $1000 каждому); 4—6. Дж. Гриф, Э. Майлс, Э. Форманек — по 5 (приз $333 каждому); 7—11. К. Джонс, Л. Кавалек, П. Клегхорн, Л. Кристиансен, У. Мартц — по 4½ (приз $100 каждому); 12—21. К. Дж. Браскет, К. Коммонс, Ю. Мартиновский, Д. Стросс, Дж. Тарджан, Ф. Торнелли, К. Фицджералд, У. Шипмэн, Л. Эванс, Р. Эрвин — по 4; 22—28. У. Гойхберг, Р. Дж. Гросс, А. Денкер, А. Менгарини, Р. Стаутенборо, Д. Уотермен, Б. Цукерман — по 3½; 29—35. З. Баруди, Д. Берри, Т. Вайнбергер, Э. Карклинс, Э. Миддлтон, Л. Ремлингер, Д. Фритцингер — по 3; 36—41. П. Брэндтс, Л. Гилден, А. Дейк, А. Дж. Сэвидж, Р. Уилкокс, У. Хук — по 2½; 42—46. У. Бэтчелдер, К. Барнс, Дж. Мак-Кормик, М. Салливан, Дж. Хэнкен — по 2; 47—48. К. Хармон, Д. Рейнолдс — по 1½.

### 1974
Турнир проходил с 24 по 30 марта 1974 г. К участию были допущены 53 шахматиста с рейтингом не ниже 2250 (даже для юниоров). Средний Эло турнира — 2310. Призовой фонд — $5500.
На турнире впервые были установлены нормы международного гроссмейстера и международного мастера.

#### Итоги турнира
1. У. Браун — 6 из 7 (приз $2000); 2—3. Дж. Гриф и П. Бенко — по 5½ (приз $1000 каждому); 4—7. Х. Каплан, Э. Карклинс, К. Коммонс, Л. Эванс — по 5 (приз $275 каждому); 8—10. Дж. Джейкобс, Ф. Георгиу, Л. Гилден — по 4½ (приз $100 каждому); 11—24. П. Байасас, К. Барнс, А. Бисгайер, У. Гойхберг, А. Дейк, А. Денкер, Л. Кауфман, Льюис Леви, Ю. Мартиновский, Р. Родригес, Э. Сейди, Т. Тейлор, Ф. Торнелли, Н. Уайнстин — по 4 (приз $100 каждому); 25—34. Дж. Берри, Р. Дж. Гросс, М. Дизен, У. Добрич, Л. Кристиансен, Л. Лендьел, Дж. Лофтссон, К. Нельсон, Д. Уотермен, Р. Эрвин — по 3½; 35—40. К. Дж. Браскет, Н. Маффео, Р. Ньюболд, Р. Фаубер, К. Фицджералд, Э. Форманек — по 3; 41—46. Дж. Бёрстроу, Р. Бёрнс, Д. Кристалл, Дж. Стоун, Д. Стросс, Э. Уинслоу — по 2½; 47—49. К. Джонс, Д. Сатерленд, Дж. Фрэнкл — по 2; 50—52. П. Клегхорн, В. Пуполс, К. Фрей Бекман (выбыл после 4-го тура) — по 1½. 53. Э. Х. Селорио (выбыл после 4-го тура).

### 1975
Турнир проходил с 13 по 24 апреля 1975 г. К участию были допущены 44 шахматиста с рейтингом не ниже 2350 (для юниоров — 2250). Средний Эло турнира — 2428. Призовой фонд — $11000.
Турнир впервые получил рейтинг ФИДЕ (до этого обсчитывался только рейтинг Шахматной федерации США).
Норму балла международного гроссмейстера выполнил Н. Уайнстин (присвоено звание международного мастера). Норму международного мастера выполнили К. Коммонс и А. Ш. Кушнир.

#### Итоги турнира
1. В. Либерзон — 7½ из 10 (приз $4000); 2. Л. Эванс — 7 (приз $2500); 3—8. — У. Браун, Ф. Георгиу, С. Глигорич, М. Кинтерос, О. Панно, Н. Уайнстин — по 6½ (приз $650 каждому); 9—13. П. Байасас, П. Бенко, Г. Сигурьонссон, Э. Торре, Л. Шамкович — по 6 (приз $120 каждому); 14—17. А. Денкер, Д. Саттлз, Дж. Тарджан, Д. Форинтош — по 5½; 18—28. И. Билек, М. Дамянович, К. Коммонс, А. Кушнир, У. Мартц, Г. Пильник, С. Решевский, К. Робач, Дж. Тисдалл, И. Чом, Дэн. Яновский — по 5; 29—33. К. Барнс, Д. Берри, Д. Гиздаву, Э. Россетто, Л. Шмид — по 4½; 34—35. Дж. Силмен и Р. Эрвин — по 4; 36—40. А. Дейк, Л. Дэй, Э. Карклинс, Д. Леви — по 3½; 41—43. Дж. Гриф, Д. Парр, Д. Уотермен — по 3; 44. М. Роде — 2½.

### 1976
Турнир проходил с 7 по 13 марта 1976 г. К участию были допущены 57 шахматистов с рейтингом не ниже 2300. Средний Эло турнира — 2371. Призовой фонд — $14000.
Поскольку организаторы вернулись к форме проведения соревнования в 7 туров, нормы для получения международных званий установлены не были.

#### Итоги турнира
1. Т. Петросян — 5½ из 7 (приз $8000); 2—10. У. Браун, М. Кинтерос, Л. Кристиансен, Э. Майлс, М. Найдорф, О. Панно, К. Рогофф, В. Смыслов, Д. Форинтош —по 5 (приз $1511 каждому); 11—16. А. Бисгайер, К. Дж. Браскет, Дж. Гриф, Н. Уайнстин, Л. Шамкович, Р. Эрвин — по 4½ (приз $67 каждому); 17—23. П. Бенко, К. Коммонс, У. Мартц, Дж. Питерс, М. Роде, Дж. Силмен, Дж. Уотсон — по 4; 24—34. А. Дейк, А. Денкер, М. Дизен, П. Клегхорн, Э. Сейди, М. Сисниега, Н. де Фирмиан, Э. Форманек, Р. Хенли, Дж. Шервин, Л. Эванс — по 3½; 35—41. П. Байасас, К. Барнс, Д. Берри, Дж. Лофтссон, Ю. Мартиновский, Ф. Стрит, Т. Тейлор — по 3; 42—48. Б. Бачинский, Р. Грухач, К. Джонс, Д. Стросс, Дж. Тисдалл, К. Фрей Бекман, Д. Фритцингер — по 2½; 49—51. Дж. Майерс, Я. Сейраван, Дж. Федорович — по 2; 52—54. Р. Блюменфельд, Т. Вайнбергер, В. Пуполс — по 1½; 55. Д. Уотермен (сыграл только в 4-м и 5-м турах) — 1; 56—57. Д. Брумер (выбыл после 5-го тура), Ф. Торнелли (выбыл после 2-го тура) — по 0.

### 1977
Турнир проходил с 20 по 30 марта 1977 г. К участию были допущены 48 шахматистов с рейтингом не ниже 2350 (для юниоров — 2250). Средний Эло турнира — 2410. Призовой фонд — $27250.
Согласно требованиям ФИДЕ, организаторы начали проводить соревнование в 9 туров.
Норму балла международного гроссмейстера выполнили Д. Шахович и Н. Т. Гаприндашвили (впервые женщина выполнила норму гроссмейстера в мужском турнире). Норму международного мастера выполнили Дж. Питерс, Р. Эрвин и К. Риган.

#### Итоги турнира
1—4. Ю. Балашов, Н. Гаприндашвили, О. Панно, Д. Шахович — по 6½ из 9 (приз $5750 каждому); 5—6. Л. Кристиансен и У. Ломбарди — по 6 (приз $1250 каждому); 7—14. П. Бенко, У. Браун, А. Лейн, Дж. Питерс, С. Решевский, К. Риган, Л. Шамкович, Р. Эрвин — по 5½ (приз $281 каждому); 15—19. Х. Каплан, М. Кинтерос, М. Роде, Дж. Тарджан, Н. Уайнстин — по 5; 20—28. П. Байасас, Дж. Гриф, М. Дизен, П. Клегхорн, Ю. Майер, У. Мартц, Л. Сабо, Я. Сейраван, Э. Форманек — по 4½; 29—36. А. Бисгайер, Д. Вердуга, А. Денкер, Х. Олафссон, Ж. Суние Нето, Дж. Тисдалл, Дж. Федорович, К. Фрей Бекман — по 4; 37—41. К. Браскет, К. Гарсиа Палермо, Д. Гудмэн, Д. Стросс, Л. Эванс — по 3½; 42—45. Л. Дэй, В. Мак-Кембридж, Б. Николофф, Дж. Уайтхед — по 3; 46—47. А. Дейк, Р. Хенли — по 2½; 48. Ю. Мартиновский — 2.

### 1978
Турнир проходил со 2 по 12 апреля 1978 г. К участию были допущены 68 шахматистов. Средний Эло турнира — 2431. Призовой фонд — $33000.
Норму балла международного гроссмейстера выполнили Дж. Питерс, В. Ф. Зальцман (присвоено звание международного мастера), К. Рогофф и П. Байасас. Норму международного мастера выполнили Я. Сейраван, Т. Тейлор, Ж. Суние Нето, Дж. Спилмен, Х. Ангантиссон, М. Петурссон и Х. Олафссон.

#### Итоги турнира
1. Б. Ларсен — 7½ из 9 (приз $12000); 2. Л. Полугаевский — 7 (приз $7500); 3—5. А. Лейн, Дж. Питерс, Л. Портиш — по 6½ (приз $3267 каждому); 6—10. В. Зальцман, Т. Петросян, Х. Рее, К. Рогофф, Л. Эванс — по 6 (приз $650 каждому); 11—16. П. Байасас, П. Бенко, Г. Лигтеринк, Э. Майлс, Я. Тимман, Д. Шахович — по 5½ (приз $125 каждому); 17—30. Х. Ангантиссон, А. Бисгайер, У. Браун, Ф. Георгиу, У. Ломбарди, Дж. Местел, О. Панно, М. Петурссон, С. Решевский, М. Стин, Ш. Толбут, Э. Форманек, Л. Шамкович, Д. Яношевич — по 5; 31—40. Х. Вестеринен, К. Коммонс, Л. Кристиансен, Ю. Майер, З. Мештрович, Х. Олафссон, Я. Сейраван, Дж. Спилмен, Ж. Суние Нето, Т. Тейлор — по 4½; 41—49. Х. Бём, Р. Богданович, С. Одендаль, П. ван дер Стеррен, Г. ван Римсдейк, Дж. Тарджан, Н. Уайнстин, П. Уайтхед, Р. Хенли — по 4; 50—55. К. Гарсиа Палермо, Дж. Дональдсон, К. Кудари, Дж. Лофтссон, У. Моррис, Р. Филгут — по 3½; 56—63. Р. Балинас, К. Браскет, Д. Вердуга, Р. Грухач, М. Роде, Дж. Уайтхед, Дж. Федорович, П. Янгуорт — по 3; 64. Хильд. Гарсиа — 2½; 65. А. Аурнасон — 2; 66—67. А. Балшан (выбыл после 4-го тура) и Й. Эрлингссон — по 1; 68. Р. Эрвин (выбыл после 4-го тура) — ½.

### 1979
Турнир проходил с 25 марта по 4 апреля 1979 г. К участию были допущены 73 шахматиста с рейтингом не ниже 2400 (для юниоров — 2300). Средний Эло турнира — 2444. Призовой фонд — $45000.
Норму балла международного гроссмейстера выполнил Я. Сейраван (получил звание международного мастера). Норму международного мастера выполнили У. Моррис, Дж. Питерс, Дж. Брэдфорд, Н. де Фирмиан и П. ван дер Стеррен. Норму мастера ФИДЕ выполнили Д. Рут и Д. Стросс.

#### Итоги турнира
1—4. Ф. Георгиу, С. Глигорич, В. Горт, В. Либерзон — по 6½ из 9 (приз $8775 каждому); 5—10. И. Грюнфельд, Б. Ларсен, У. Ломбарди, Г. Сосонко, Х. Рее, Д. Шахович — по 6 (приз $1008 каждому); 11—22. А. Бисгайер, М. Дизен, Х. Каплан, В. Корчной, А. Лейн, У. Моррис, Л. Пахман, Дж. Питерс, С. Решевский, Я. Сейраван, Дж. Тарджан, Л. Шамкович — по 5½; 23—33. П. Байасас, П. Бенко, У. Браун, В. Зальцман, Г. Лигтеринк, Э. Майлс, С. Одендаль, Х. Олафссон, Д. Райкович, Г. Сигурьонссон, Н. де Фирмиан — по 5; 34—44. Дж. Брэдфорд, М. Кинтерос, Л. Кристиансен, П. Остоич, Э. Солтис, П. ван дер Стеррен, Г. ван Римсдейк, Н. Уайнстин, Дж. Федорович, М. Чандлер, Д. Яношевич — по 4½; 45—57. Я. Барле, Х. Бём, Й. ван дер Вил, Дж. Гриф, Л. Дэй, В. Мак-Кембридж, М. Паолоцци, М. Петурссон, Б. Ринд, Д. Рут, Д. Стросс, Дж. Уотсон, Э. Форманек — по 4; 58—60. Дж. Бенджамин, С. Матера, К. Ширази — по 3½; 61—68. К. Блокер, А. Денкер, М. Злотников, С. Николич, Я. Риго, М. Уайлдер, П. Уайтхед, П. Янгуорт — по 3; 69—70. Р. Балинас и Дж. Силмен — по 2½; 71—72. Дж. Тибо и Дж. Уайтхед — по 2; 73. Р. Айяр (выбыл после 5-го тура) — 1.

### 1980
Турнир проходил с 16 по 26 мая 1980 г. К участию были допущены 43 шахматиста с рейтингом не ниже 2450 (для юниоров — 2350). Средний Эло турнира — 2487.
Норму международного мастера выполнили М. Уайлдер, Дж. Уайтхед, Д. Рут и Р. Хенли. Норму мастера ФИДЕ выполнил Дж. Бенджамин.

#### Итоги турнира
1. Р. Джинджихашвили — 7 из 9 (приз $15000); 2. Э. Майлс — 6½ (приз $10000); 3—7. Л. Альбурт, Ю. Балашов, Е. Геллер, Ф. Георгиу, Б. Ларсен — по 6; 8—12. С. Глигорич, Е. Ерменков, О. Панно, Дж. Питерс, Дж. Федорович — по 5½; 13—17. Б. Иванович, М. Кинтерос, М. Петурссон, М. Уайлдер, Дж. Уайтхед — по 5; 18—26. Й. Арнасон, Х. Каплан, Л. Кауфман, Л. Кристиансен, В. Раичевич, С. Решевский, Д. Рут, Э. Торре, Р. Хенли — по 4½; 27—33. Дж. Бенджамин, А. Бисгайер, А. Лейн, В. Либерзон, П. Байасас, Н. де Фирмиан, Л. Шамкович — по 4; 34—35. С. Одендаль и Б. Ринд — по 3½; 36—38. Д. Райкович, В. Фриас, П. Янгуорт — по 3; 39—42. У. Браун (выбыл после 5-го тура), М. Гинсбург, В. Зальцман, Э. Микаэлидес — по 2½; 43. Дж. Гриф — 1½.

### 1981
Турнир проходил с 29 марта по 8 апреля 1981 г. К участию были допущен 61 шахматист. Средний Эло турнира — ?

#### Итоги турнира
1. В. Корчной — 7 из 9; 2—4. С. Глигорич, Я. Сейраван, Г. Сосонко — по 6½; 5—12. Л. Альбурт, Б. Иванович, Д. Кампора, Л. Кристиансен, Х. Пфлегер, Дж. Тарджан, Р. Хенли, А. Юсупов — по 6; 13—14. О. Романишин и М. Уайлдер — по 5½; 15—24. И. Грюнфельд, Л. Гутман, Б. Коган, С. Кудрин, Б. Ларсен, У. Ломбарди, Х. Рее, Г. Сигурьонссон, Л. Шамкович, К. Ширази — по 5; 25—39. Й. Арнасон, П. Байасас, П. Бенко, А. Бисгайер, В. Зальцман, Б. Ивков, К. Бургер, Дж. Дональдсон, И. Иванов, А. Лейн, В. Либерзон, В. Мак-Кембридж, Э. Солтис, Дж. Федорович, Й. Хьяртарсон — по 4½; 40—47. Дж. Бенджамин, М. Брукс, Дж. Гриф, И. Дальберг, А. Кулиговский, С. Решевский, Дж. Уайтхед, П. Янгуорт — по 4; 48—56. Дж. Брэдфорд, Р. Джинджихашвили, Н. Дэйвис, Дж. Питерс, Д. Рут, Дж. Уотсон, Н. де Фирмиан, В. Фриас, Ж. Эбер — по 3½; 57—58. Д. Гуревич и Д. Стросс — по 3; 59. Я. Уэллс — 2½; 60. Р. Шульман — 2. 61. Дж. Тиннсен — 1½.